# Michael W. Smith

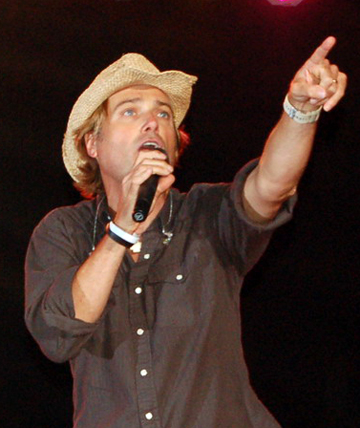

Michael Whitaker Smith (* 7. Oktober 1957 in Kenova, West Virginia) ist ein US-amerikanischer Sänger und Songwriter mit christlicher Ausrichtung. Er ist verheiratet und Vater von fünf Kindern.

## Karriere
Seit seinem ersten Album Project (1983) wurde Michael W. Smith einer der populärsten Künstler der Contemporary Christian Music (CCM) und fand ebenfalls beim breiten Publikum großen Zulauf. Smith verkaufte mehr als sieben Millionen Alben und bekam dafür bis 2016 zehn Goldene Schallplatten, sieben Platin-Schallplatten und zwei Grammys.
In seiner Jugend litt Smith unter starker Drogen- und Alkoholsucht. In dieser Zeit war er Mitglied einiger lokaler Bands und entwickelte dort seine Fähigkeit zum Songschreiben. Im Oktober 1979 brach Smith emotional und mental zusammen. Durch diesen Einschnitt besann sich Smith seines christlichen Glaubens aus seiner Kindheit und überwand seine Süchte. Danach begann er für verschiedene Bands der CCM Keyboard zu spielen.
1981 wurde Smith Songschreiber von Meadowgreen Music, wo er einige sehr erfolgreiche Gospel-Hits für Künstler wie Sandi Patty, Kathy Troccoli, Bill Gaither und Amy Grant schrieb. Im folgenden Jahr begann Smith als Keyboarder für Grant bei der Age to Age-Tour zu spielen. 1983 nahm er sein Grammy-nominiertes Album Michael W. Smith Project auf.
1984 veröffentlichte er sein zweites Pop-Album und begann eigene Touren. 1986 brachte er sein von Kritikern gelobtes Album The Big Picture heraus, das von Johnny Potoker produziert wurde, der ansonsten mit Künstlern wie Brian Eno, Genesis, Madonna, No Doubt und den Talking Heads zusammenarbeitete.
Nach der Veröffentlichung seines Albums i 2 (eye) 1988 begleitete Smith abermals Amy Grant auf ihrer Lead Me On World Tour.
Das 1999 veröffentlichte Album This Is Your Time wurde durch das Schulmassaker in der Columbine High School inspiriert.
Sein Lied There She Stands schrieb Smith aufgrund der Terroranschläge am 11. September 2001 in den USA auf Bitte von George W. Bush, mit dem er sich im Weißen Haus getroffen hatte. Smith spielte den Song beim Parteitag der Republikaner 2004 in New York City.
Smith schrieb auch einige Bücher.
Am 17. Februar 2006 erschien sein Film The second chance in den amerikanischen Kinos, bei dem er sein Debüt als Schauspieler gab und eine Hauptrolle spielte.

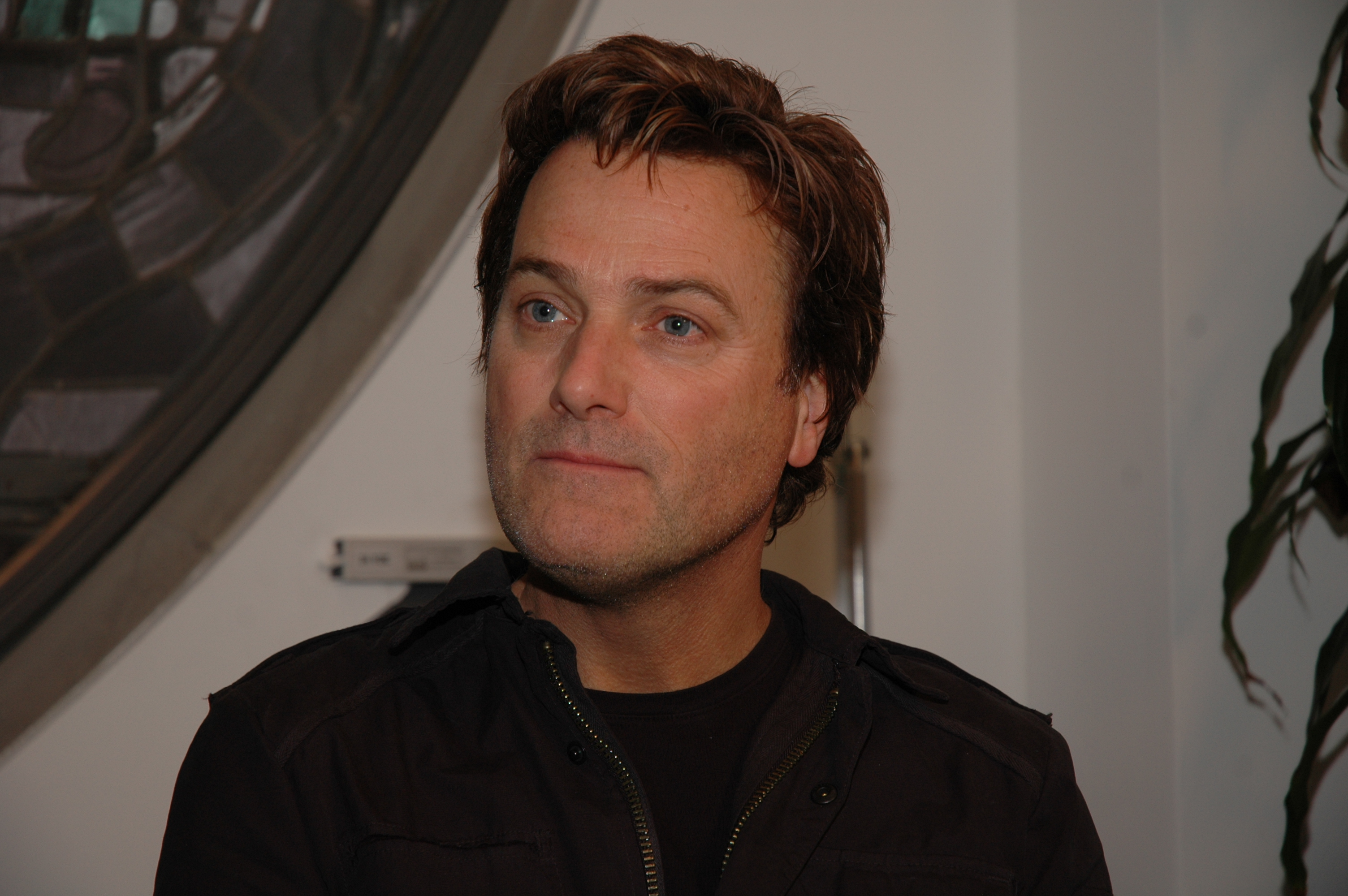
Michael W. Smith, 2009

Um Jugendlichen zu helfen, rief er das Projekt Rocketown, eine Art Disco, kombiniert mit Jugendarbeit, ins Leben, um Kinder zu erreichen, die ohne Ziel in ihrem Leben in den Straßen leben.
Zu seinem 50. Geburtstag erschien im Oktober 2007 sein drittes Weihnachtsalbum „It's A Wonderful Christmas“, welches er im Frühjahr des Jahres in den Abbey Road Studios in London aufgenommen hatte.
2008 erschien A New Hallelujah, eine Live-Aufnahme des gleichnamigen Worshipkonzerts in Houston mit Israel Houghton und unter anderem dem African Children’s Choir als Gast.
Smith konzertierte bisher in den Jahren 1996 (Sindelfingen), 2003 (Wetzlar und Siegen), 2005 (Karlsruhe), 2007 (Karlsruhe), 2009 (Lemgo), 2015 (Heilbronn), 2022 (Wetzlar und Ludwigsburg) und 2025 in Ludwigsburg gemeinsam mit dem Großchor „Gospel im Osten“ in Deutschland.

## Diskografie
Studioalben

| Jahr | Titel                    | Höchstplatzierung, Gesamtwochen, AuszeichnungChartplatzierungen (Jahr, Titel, Platzierungen, Wochen, Auszeichnungen, Anmerkungen) | Höchstplatzierung, Gesamtwochen, AuszeichnungChartplatzierungen (Jahr, Titel, Platzierungen, Wochen, Auszeichnungen, Anmerkungen) | Anmerkungen                                                    |
| Jahr | Titel                    | US | Christ | Anmerkungen                                                    |
| ---- | ------------------------ | --- | --- | -------------------------------------------------------------- |
| 1983 | Michael W. Smith Project | US— GoldUS | Christ9 (184 Wo.)Christ | Erstveröffentlichung: 15. März 1983 Verkäufe: + 500.000        |
| 1984 | Michael W. Smith 2       | — | Christ4 (117 Wo.)Christ | Erstveröffentlichung: 23. Februar 1984                         |
| 1986 | The Big Picture          | — | Christ2 (69 Wo.)Christ | Erstveröffentlichung: 1. Februar 1986                          |
| 1988 | I 2 (eye)                | US— GoldUS | Christ1 (164 Wo.)Christ | Erstveröffentlichung: 15. August 1988 Verkäufe: + 500.000      |
| 1990 | Go West Young Man        | US74 Platin · (19 Wo.)US | Christ1 (145 Wo.)Christ | Erstveröffentlichung: 24. September 1990 Verkäufe: + 1.050.000 |
| 1992 | Change Your World        | US86 Platin · (29 Wo.)US | Christ1 (98 Wo.)Christ | Erstveröffentlichung: 21. August 1992 Verkäufe: + 1.000.000    |
| 1995 | I’ll Lead You Home       | US16 Platin · (39 Wo.)US | Christ1 (83 Wo.)Christ | Erstveröffentlichung: 1. August 1995 Verkäufe: + 1.000.000     |
| 1998 | Live the Life            | US23 Gold · (18 Wo.)US | Christ1 (64 Wo.)Christ | Erstveröffentlichung: 28. April 1998 Verkäufe: + 500.000       |
| 1999 | This Is Your Time        | US21 Gold · (13 Wo.)US | Christ1 (43 Wo.)Christ | Erstveröffentlichung: 23. November 1999 Verkäufe: + 500.000    |
| 2004 | Healing Rain             | US11 Gold · (15 Wo.)US | Christ1 (51 Wo.)Christ | Erstveröffentlichung: 26. Oktober 2004 Verkäufe: + 500.000     |
| 2006 | Stand                    | US48 (13 Wo.)US | Christ1 (44 Wo.)Christ | Erstveröffentlichung: 7. November 2006                         |
| 2010 | Wonder                   | US26 (9 Wo.)US | Christ2 (39 Wo.)Christ | Erstveröffentlichung: 28. September 2010                       |
| 2014 | Sovereign                | US10 (5 Wo.)US | Christ1 (48 Wo.)Christ | Erstveröffentlichung: 13. Mai 2014                             |
| 2018 | A Million Lights         | — | Christ2 (5 Wo.)Christ | Erstveröffentlichung: 16. Februar 2018                         |
| 2018 | Lullaby                  | — | — | Erstveröffentlichung: 4. Mai 2018                              |
| 2019 | The Hymns                | — | — | Erstveröffentlichung: 2019                                     |
| 2020 | Still – Vol. 1           | — | Christ42 (1 Wo.)Christ | Erstveröffentlichung: 9. Oktober 2020                          |